# Oudste tekening van Nederland
In 1997 werd bij de Limburgse plaats Linne bij Sint Odiliënberg door archeologen een vuursteen gevonden met daarin een tekening aangebracht. De steen werd ontdekt bij de archeologische opgraving van een jagerskamp uit het laatpaleolithicum (late oude steentijd).
Omdat de 9 bij 5,5 cm metende steen maar een deel van de oorspronkelijke steen is, is de originele tekening niet in zijn geheel bekend. Op de teruggevonden kiezelsteen was met vuursteen een diep ingesneden driehoek gemaakt welke met dwarslijntjes nauwkeurig verder was ingegraveerd. Onbekend is wat de afbeelding voorstelde. Het jagerskamp bleek 12.000 jaar geleden eenmalig gebruikt te zijn geweest en deze erin teruggevonden steen bleek daarom een oudere tekening te zijn dan eerdere soortgelijke vondsten in Nederland.
De steen met de oudste tekening van Nederland is te bezichtigen in het Rijksmuseum van Oudheden in Leiden.